# 西屯庄
西屯庄，為1920年~1945年間存在之行政區，轄屬台中州大屯郡。今台中市西屯區。

## 街原名
原屬捒東下堡下之西大墩街、上牛埔仔庄、八張犁庄、林厝庄、水堀頭、潮洋、惠來厝、下石碑庄、上石碑庄、港尾仔庄、下七張犁庄、馬龍潭庄、何厝庄
- 西大墩街改稱西屯

## 行政區劃
西屯庄轄域內分為西屯、上牛埔子、八張犁、林厝、水堀頭、潮洋、惠來厝、下石碑、上石碑、港尾子、下七張犁、馬龍潭、何厝十三個大字。
上石碑大字下有「上石碑」、「湳子」小字地名

## 設施
官署
- 西屯役場
- 西屯警察官吏派出所
- 芭蕉檢查所[2]

學校
- 西屯公學校
- 西屯公學校水堀頭分教場

會社
- 西屯信用購買販賣利用組合
- 帝國製糖株式會社西屯發著所
- 台中輕鐵株式會社西屯發著所

其他
- 西屯立圖書館[3]

## 西屯歌
大肚の　丘なだらかに
常夏の　光みなぎり
南風の　そよ吹くところ
ここぞ輝く　西屯庄
豐なる　自然の惠
泉湧き　生氣はあふれ
農業の　花咲くところ
こゝぞ榮ゆく　西屯庄

大御代を　共にことほぎ
幸多き　日々のつとめに
むつびつゝ　いそしむところ
こゝぞ榮光ある　西屯庄